# Nubl (poddystyrykt)
Nubl – jedna z 6 jednostek administracyjnych trzeciego rzędu (nahijja) dystryktu Azaz w muhafazie Aleppo w Syrii.
W 2004 roku poddystrykt zamieszkiwało 51 948 osób.